# Rashard
 (octobre 2022).
Rashard est un prénom masculin, porté surtout aux États-Unis depuis la seconde moitié du XXe siècle et l'émergence des prénoms afro-américains (en).

## Personnalités
Pour les articles sur les personnes portant ce prénom, consulter les listes générées automatiquement pour Rashard